# Inline-Speedskating-Weltmeisterschaften 2001
Die Inline-Speedskating-Weltmeisterschaften wurden 2001 im französischen Valence d’Agen ausgetragen. Die Wettkämpfe fanden vom 8. bis 16. September statt.
Die erfolgreichsten Teilnehmer waren Sheila Herrero bei den Frauen und Chad Hedrick bei den Herren.

## Frauen
| Distanz              | Gold                                                       | Silber                                                | Bronze                                                    |
| Bahn                 | Bahn                                                       | Bahn                                                  | Bahn                                                      |
| -------------------- | ---------------------------------------------------------- | ----------------------------------------------------- | --------------------------------------------------------- |
| 300 m Einzelsprint   | Estelle Flourens                                           | Julie Glass                                           | Valentina Belloni                                         |
| 500 m Sprint         | Andrea González                                            | Berenice Moreno                                       | Yi-Chin Pan                                               |
| 1000 m Sprint        | Andrea González                                            | Julie Glass                                           | Jessica Smith                                             |
| 5000 m Punkte        | Theresa Cliff                                              | Yi-Chin Pan                                           | Silvina Posada                                            |
| 10000 m Punkte-Auss. | Sheila Herrero                                             | Theresa Cliff                                         | Tamara Llorens                                            |
| 15000 m Ausscheidung | Sheila Herrero                                             | Silvia Niño                                           | Theresa Cliff                                             |
| 5000 m Staffel       | Vereinigte Staaten Julie Glass Theresa Cliff Jessica Smith | Kolumbien Berenice Moreno Silvia Niño Alexandra Vivas | Frankreich Caroline Lagrée Angèle Vaudan Estelle Flourens |
| Straße               |                                                            |                                                       |                                                           |
| 300 m Einzelsprint   | Valentina Belloni                                          | Eva Maria Richardson                                  | Sophie Muir                                               |
| 500 m Sprint         | Sophie Muir                                                | Julie Glass                                           | Andrea González                                           |
| 1000 m Sprint        | Julie Glass                                                | Andrea González                                       | Valentina Belloni                                         |
| 5000 m Punkte        | Theresa Cliff                                              | Sheila Herrero                                        | Andréa Haritchelhar                                       |
| 10000 m Punkte-Auss. | Sheila Herrero                                             | Theresa Cliff                                         | Nathalie Barbotin                                         |
| 15000 m Ausscheidung | Andrea González                                            | Laura Lombardo                                        | Theresa Cliff                                             |
| Langstrecke          |                                                            |                                                       |                                                           |
| 42195 m Marathon     | Sheila Herrero                                             | Alessandra Susmeli                                    | Yi-Chin Pan                                               |

## Männer
| Distanz                | Gold                                                         | Silber                                              | Bronze                                                       |
| Bahn                   | Bahn                                                         | Bahn                                                | Bahn                                                         |
| ---------------------- | ------------------------------------------------------------ | --------------------------------------------------- | ------------------------------------------------------------ |
| 300 m Einzelsprint     | Kalon Dobbin                                                 | Gregorio Duggento                                   | Diego Betancur                                               |
| 500 m Sprint           | Pascal Briand                                                | Diego Betancur                                      | Kalon Dobbin                                                 |
| 1000 m Sprint          | Chad Hedrick                                                 | Pascal Briand                                       | Diego Rosero                                                 |
| 10000 m Punkte         | Chad Hedrick                                                 | Shane Dobbin                                        | Michael Byrne                                                |
| 15000 m Punkte-Auss.   | Chad Hedrick                                                 | Arnaud Gicquel                                      | Pierdavide Romani                                            |
| 20000 m Ausscheidung   | Harry Vogel                                                  | Jorge Botero                                        | Pierdavide Romani                                            |
| 10000 m Staffel        | Vereinigte Staaten Chad Hedrick Jonathan Webster Harry Vogel | Kolumbien Diego Rosero Diego Betancur Pedro Becerra | Frankreich Baptiste Grandgirard Pascal Briand Arnaud Gicquel |
| Straße                 |                                                              |                                                     |                                                              |
| 300 m Einzelsprint     | Gregorio Duggento                                            | Corey Price                                         | Kalon Dobbin                                                 |
| 500 m Sprint           | Pascal Briand                                                | Kalon Dobbin                                        | Diego Betancur                                               |
| 1000 m Sprint          | Pascal Briand                                                | Chad Hedrick                                        | Diego Betancur                                               |
| 10000 m Punkte         | Chad Hedrick                                                 | Luca Presti                                         | Jorge Botero                                                 |
| 15000 m Punkte-Auss.   | Chad Hedrick                                                 | Diego Rosero                                        | Garikoitz Lerga                                              |
| 20000 m Ausscheidung   | Chad Hedrick                                                 | Arnaud Gicquel                                      | Jorge Botero                                                 |
| Langstrecke            |                                                              |                                                     |                                                              |
| 84395 m Doppelmarathon | Franck Cardin                                                | Philippe Boulard                                    | Arnaud Gicquel                                               |

## Medaillenspiegel
| Platz | Land               | Gold | Silber | Bronze | Gesamt |
| ----- | ------------------ | ---- | ------ | ------ | ------ |
| 1.    | Vereinigte Staaten | 12   | 6      | 3      | 21     |
| 2.    | Frankreich         | 5    | 4      | 4      | 13     |
| 3.    | Spanien            | 4    | 1      | 1      | 6      |
| 4.    | Argentinien        | 3    | 2      | 4      | 9      |
| 5.    | Italien            | 2    | 4      | 4      | 10     |
| 6.    | Neuseeland         | 1    | 2      | 2      | 5      |
| 7.    | Australien         | 1    | 1      | 2      | 4      |
| 8.    | Kolumbien          | 0    | 7      | 6      | 13     |
| 9.    | Taiwan             | 0    | 1      | 2      | 3      |